# 波尼鎮區 (堪薩斯州史密斯縣)
波尼鎮區（英語：Pawnee Township）為美國堪薩斯州史密斯縣轄下的鎮區。2010年美国人口普查中該鎮區人口有24人。

## 地理
波尼鎮區涵蓋總面積為92.64平方（35.77平方英里）。

## 人口統計
根據2010年美國人口普查，波尼鎮區人口有24人，住房19戶，人口密度為0.26人/每平方公里。此鎮區居民之種族中，白人佔100%，非裔美國人佔0%，美洲原住民佔0%，亞裔美國人佔0%，太平洋島裔美國人佔0%，其他種族佔0%，混血種族則佔0%。而西班牙裔或拉丁裔美國人佔此鎮區人口的0%。